# Resolució 1406 del Consell de Seguretat de les Nacions Unides
La Resolució 1406 del Consell de Seguretat de les Nacions Unides, adoptada per unanimitat el 30 d'abril de 2002 després de reafirmar totes les resolucions anteriors del Sàhara Occidental, en particular la Resolució 1394, el consell va ampliar el mandat de la Missió de Nacions Unides pel Referèndum al Sàhara Occidental (MINURSO) fins al 31 de juliol de 2002.
El mandat de la MINURSO es va ampliar per permetre que el Consell considerés més temps les «quatre opcions» del secretari general Kofi Annan sobre el futur del Sàhara Occidental, descrit en el seu informe. Les quatre opcions eren:
1. La represa de la implementació del Pla de Regularització sense requerir acords ni del Marroc ni del Front Polisario. En aquesta opció es reforçarai la Comissió d'Identificació de la MINURSO per als votants i augmentaria la grandària de l'operació de la MINURSO;
2. El secretari general Enviat Personal James A. Baker III revisaria l'acord marc que es presentarà a les parts sobre una base no negociable. Això implicaria una transferència d'autoritat a la població del Sàhara Occidental amb un referèndum que decidiria l'autodeterminació i es reduiria la mida de la MINURSO;
3. El Enviat Personal del Secretari General James A. Baker III determinaria si les parts discutirien una divisió del territori del Sàhara Occidental. Baker presentaria la seva proposta per a una divisió del territori i la MINURSO es mantindria en la seva mida actual;
4. La terminació de l'operació de la MINURSO que seria un reconeixement que les Nacions Unides no han estat capaces de resoldre la disputa llevat que una o ambdues parts requereixin fer una cosa en la que no estarien d'acord voluntàriament.

El govern marroquí va rebutjar totes les propostes, excepte la segona, mentre que el Front Polisario va argumentar que el pla de Regularització era l'única solució acceptable.